# Complex de l'Altiplà i la Conca del Fraser
El Complex de l'Altiplà i la Conca del Fraser és una ecoregió, tal com la defineix el World Wildlife Fund amb codi NA 0514. Comprèn els trams mitjans de la conca hidrogràfica del riu Fraser mentre travessa la part nord de l'altiplà Interior de la Colúmbia Britànica. La descripció de l'ecoregió de WWF és similar a la unió de les dues ecoregions (Altiplà i Conca) i una tercera: l'ecozona de la Serralada Montana del Canadà. Gran part de l'altiplà del Fraser té el subsòl de roques volcàniques que tenen escarpes verticals al llarg de rius i rierols i superfícies superiors gairebé planes.
Fisiogràficament, la conca del Fraser és una secció de la província més gran dels Altiplans del Nord, que al seu torn forma part de la divisió fisiogràfica més gran dels Altiplans Intermontans.

## Clima
La temperatura mitjana anual és de 3 °C. La temperatura mitjana d'estiu és de 12,5 °C i la temperatura mitjana d'hivern és de -7,5 °C. La taxa anual de precipitació varia entre 250 mm i 300 mm a la unió dels rius Chilcotin i Fraser, i entre 600 mm i 800 mm a les muntanyes occidentals de l'ecoregió.

## Característiques biològiques
La vegetació d'aquesta ecorregió constitueix una zona de transició entre els boscos costaners de l'oest i els boscos més àrids de l'est. Els boscos subalpins estan formats principalment per la pícea d'Engelmann i l'avet blanc de les Rocalloses. Als boscos alpins hi ha la pícea d'Engelmann, Populus tremuloides, Picea glauca i l'avet de Douglas. El fons de les valls dels rius Chilcotin i Fraser està ocupat principalment per praderies. Les regions més altes sovint estan cobertes per la tundra alpina.

## Conservació
S'estima que sols hi ha un 25 % de superfície intacta en l'ecoregió.